# Attila Beke
Attila Beke (* 9. März 1969 in Budapest) ist ein ungarischer Schauspieler. Er lebt in Wien.

## Leben
Attila Beke wuchs im 10. Bezirk von Budapest (Kőbánya) auf. Am 18. März 1988, als er 19 Jahre alt war, flüchtete er nach Österreich um von dort nach Hollywood auswandern zu können. Im Jahr 1991 wurde ihm die Auswanderung verwehrt und sein Asylantrag in Österreich zurückgewiesen, daher fing er an, als Abwäscher in einem Hotel zu arbeiten. Später folgten Jobs, als Fabrikarbeiter, Kellner, Taxifahrer, Computerverkäufer.
Im Jahr 1993 spielte er als Komparse in Walt Disney’s Die drei Musketiere (1993) mit. Es folgten dutzende Komparsenjobs, bis er schließlich bei Dor Film in Wien als Produktionsfahrer eine Stelle bekam. Es folgten weitere Arbeiten als Produktionsfahrer, Interpreter, Assistent, Aufnahmeleiter.
Seine erste Sprechrolle spielte er in 2006 im Film König Otto. Nach Mitwirkungen in mehreren Studentenfilmen bekam er eine Rolle in der ORF/Sat1 Produktion Es kommt noch dicker wo er, laut original Drehbuch, einen Satz hätte sagen sollen, aber am Ende des Tages wurden mehrere Szenen mit ihm improvisiert und später die Rolle für ihn weiter ausgebaut. Weitere Rollen folgten, während er immer noch seine Arbeit in Produktionen hinter der Kamera behielt.
Seit der COVID-19-Pandemie ist er nur noch als Schauspieler tätig.

## Filmografie als Schauspieler
- 2005: Aoeo
- 2006: König Otto
- 2012: Es kommt noch dicker
- 2016: Craving
- 2017: Die Klartraum Methode
- 2017: Isolated
- 2017: Licht
- 2023: Soko Linz (Staffel 3. Folge 11.)
- 2024: Fahndung Österreich
- 2025: SOKO Linz: Hopfen und Malz